# Behrouz Sebt Rasoul
Behrouz Sebt Rasoul (nacido en Teherán, el 7 de julio de 1970) es un director de cine, guionista, productor iraní.

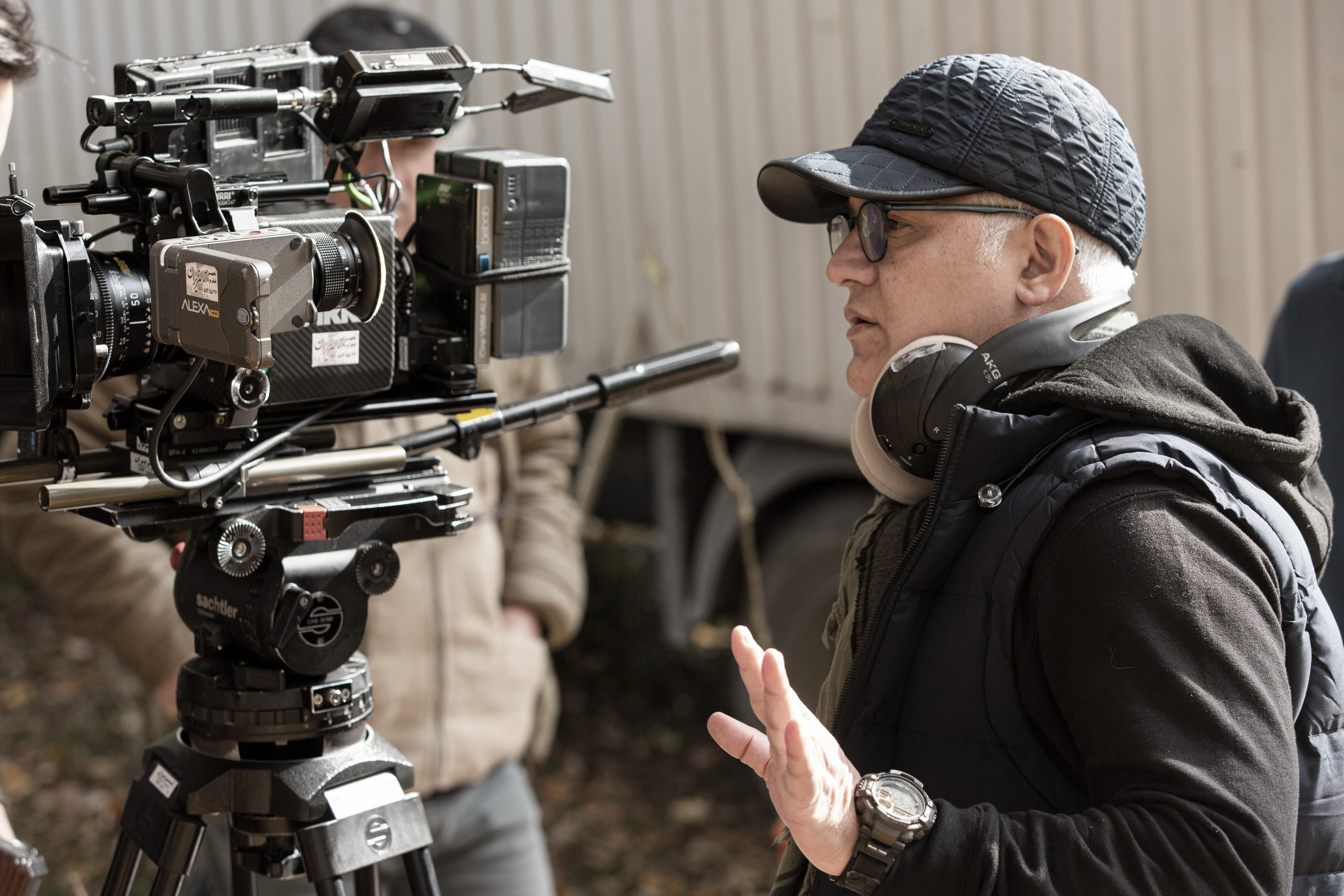
Director & Producer

## Primeros años
Nacido en Teherán se licenció en la Universidad de Ingeniería Industrial de Karaj. Comenzó su carrera realizando cortometrajes y documentales. Ha realizado tres cortometrajes y 1300 minutos de documental. Es uno de los cineastas independientes de Irán y ha producido la mayoría de sus obras con capital propio.
En 2013, dejó su trabajo como ingeniero industrial y fundó la empresa cinematográfica Nama Film, que dirige hasta la fecha.
Sebt Rasoul realizó su primer largometraje llamado Identity en 2015 y ganó el premio a la mejor película en el CMS Children's Festival of India y se proyectó en varios festivales como Daca y Chennai.
Realizó su segundo largometraje titulado No Rain Without Bear en 2020. El tema de su película trata sobre un director que tiene que terminar su secuencia final pero está encerrado en su casa. En 2023, la cinta Melody, estrenada en el Festival Británico de Cardiff, fue elegida como la representante tayika a la mejor película internacional en los Premios Óscar 2024.

La película "Melody" fue seleccionada en el 54.º festival de Goa en India y tendrá su primera proyección internacional en la sección de cine mundial.Su película Melody se presentó en el 21º Festival de Cine de Chennai.
La película "Melody" fue seleccionada en el 24.º festival  Keswick en Reino Unido .
La película Melody fue seleccionada en el 42º Fajr International Film Festival 2024 de Irány seleccionada en el 23° Festival Internacional de Cine ImagineIndia, Madrid – España.

## Filmografía
- Identity (2015)
- No Rain Without Bear (2020)
- Before Eleven (2021)
- Between Two Homes (2022)
- Melody (2023)